# Isla Burke
La isla Burke es una isla cubierta por el hielo, de dimensiones aproximadas de 16 millas de largo por unas 6 millas de ancho, está a 37 millas al suroeste del cabo Waite, en la península de Rey, en el mar de Amundsen, y está localizada en las coordenadas 73°08′S 105°06′O / -73.13, -105.1. La isla Burke no es reclamada por ningún país.
La isla Burke fue cartografiada por medio de fotografías aéreas tomadas por la Escuadrilla Estadounidense Naval VX-6 en enero de 1960, la isla fue llamada así por el Consejo Asesor de los Estados Unidos sobre Nombres Antárticos (EE.UU-ACAN), en honor al Almirante Arleigh Burke de la Armada de los Estados Unidos, que fue el jefe de operaciones navales durante la Operación Deep Freeze de 1956-1961.
- Datos: Q4998950